# Magyar Néprajzi Társaság
A Magyar Néprajzi Társaság Európában az egyik legrégebbi tudományos néprajzi egyesület.

## Története
1881-ben Meltzl Hugó a kolozsvári egyetem germanisztika professzora tett javaslatot néprajzi egyesület megalakítására. Az általa szerkesztett Acta Comparationis Litterarum Universarum tette közzé javaslatát. Közvetlen mintának az 1878-ban alapított angol Folklore Society-t tekintette, és elsősorban a szóbeli hagyomány összegyűjtését és vizsgálatát jelölte ki feladatának.
A társaság hivatalosan 1889-ben alakult meg Budapest székhellyel. A Társaság első védnökének Rudolf trónörököst kérték föl, akit azonban öngyilkossága megakadályozott abban, hogy valóban gyakorolja is ezt a funkciót. Az alapító tagok többségének elképzeléseit tükrözte, hogy a Társaság a soknyelvű- és kultúrájú térség kutatásának fontosságát rögzítette az alapszabályban. A vezetőségben a magyar szellemi élet kiválóságai mellett jelentős számú nem magyar származású tudós kapott helyet, továbbá ezzel összhangban huszonkét etnikai szakosztályt alakítottak ki. Néhány év alatt azonban kiderült, hogy ezt a szakosztályi struktúrát a tudomány szükséges kimunkáltságának és a szakemberek hiánya miatt nem lehet egyenletesen működtetni, ezért egyszerűsítették. Ezen struktúra az első világháború végéig fennmaradt.
A Társaság támogatta a budapesti Néprajzi Múzeum szakmai és szervezeti megerősödését. Könyvtára átadásával megalapozta a Múzeum könyvtárát. Kezdeményezték, hogy a néprajz is képviseltesse magát az 1896-os budapesti világkiállításon. Leglátványosabb részében, a múzeumi faluban fölépített 12 épületegyüttes a magyar, 13 az ország nem magyar etnikumait mutatta be. Ezt a kiállítást azonban lebontották, csak berendezése került Néprajzi Múzeumba.
A Társaság folyóirata, az 1890-től megjelenő Ethnographia.

## Vezetői
- Hunfalvy Pál
- Vikár Béla
- Ortutay Gyula

## Neves tagjai
- Vaszilij Vasziljevics Radlov nyelvész, turkológus, folklorista; a társaság tiszteleti tagja (1899)